# Pietro Vassena

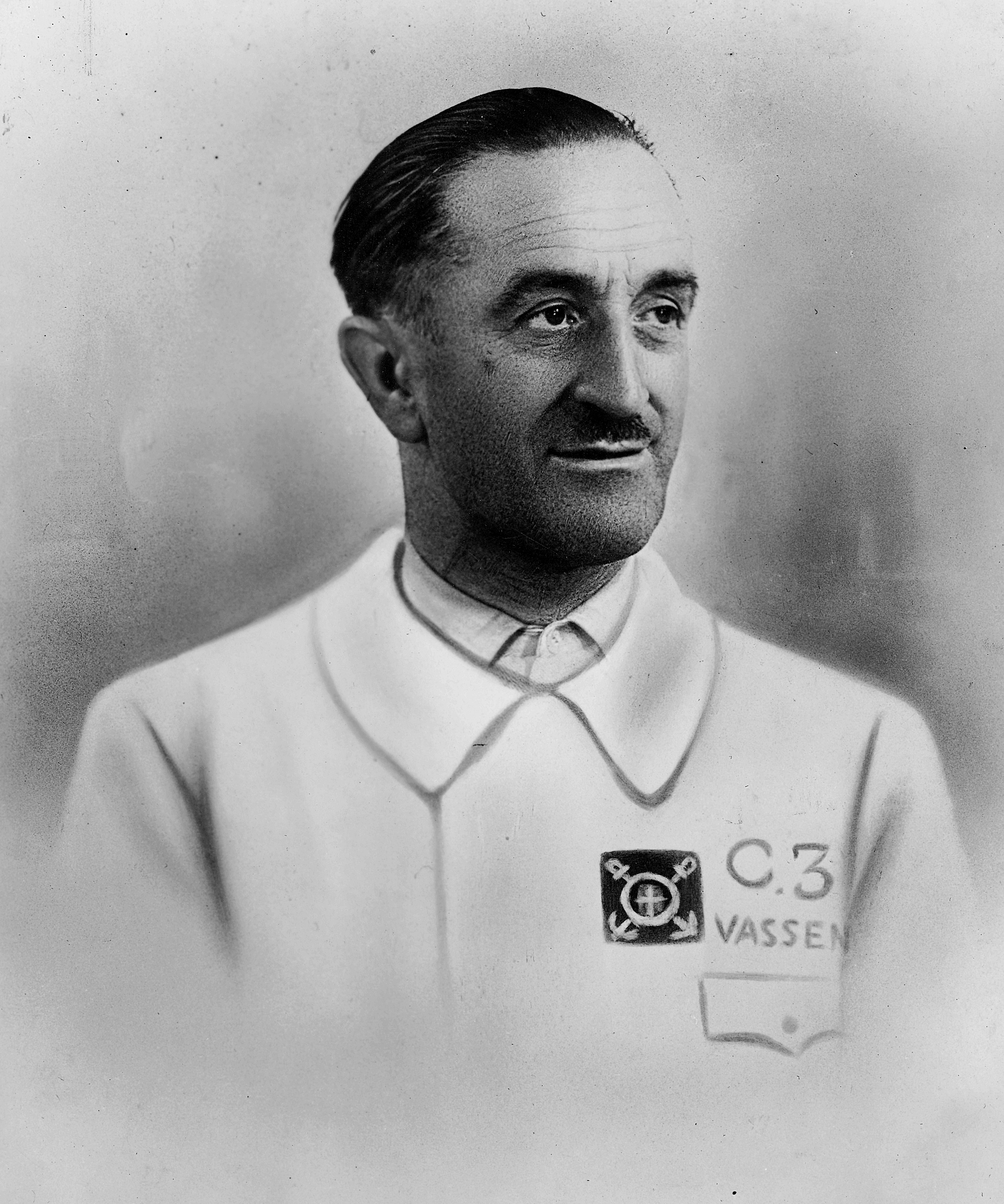
Pietro Vassena nel 1948

Pietro Luigi Vassena (Malgrate, 21 aprile 1897 – Lecco, 21 maggio 1967) è stato un inventore e imprenditore italiano, noto per la realizzazione del batiscafo C3 per l'esplorazione delle profondità marine.

## Biografia
Nacque da genitori di umili origini: il padre Luigi gestiva insieme alla moglie, Ancilla Marta Francesca Benasedo, un'osteria in centro al paese di Malgrate. Il percorso scolastico di Vassena fu alquanto breve, iscritto alla scuola elementare fino al terzo anno, iniziò a lavorare come garzone nell'osteria dei genitori. In quei tempi l'area di Lecco era il fulcro dell'industria lariana, Pietro Vassena si fermava di sovente ad osservare l'avanguardia della tecnologia ed il funzionamento dei macchinari, dimostrando grande interesse per la meccanica.
All'età di 18 anni, Vassena fu arruolato nel corpo dei Bersaglieri e durante la prima guerra mondiale venne impiegato come portalettere ciclista. Tornato dal fronte, lavorò presso la ditta Faini dove cominciò ad applicare la sua inventiva a dei macchinari industriali. Sempre per la stessa ditta progettò e realizzò una motocicletta 100cc.
Nel 1926 sposò Ottorina Merli (detta Rina). Nel 1930 sperimentò e brevettò il sistema skivass, una invenzione tecnologico-sportiva a metà strada tra gli sci e la canoa e grazie al quale, diceva il lancio promozionale, "chiunque sarebbe stato in grado di camminare sull'acqua"
La sua bottega creativa si trovava a Malgrate, poi si spostò a Lecco, in via Cavour, dove trascorreva quasi tutte le sue giornate; autore di molte invenzioni e titolare di svariati brevetti, divenne celebre per aver concepito e realizzato il batiscafo C3 col quale il 12 marzo 1948 stabilì ad Argegno sul lago di Como l'allora record mondiale di immersione, raggiungendo la profondità di -412 metri, nel punto più profondo dei laghi italiani.
Dopo la parentesi bellica, nel 1948, l'imprenditore-artista Donnino Rumi affidò a Vassena la progettazione del propulsore per le sue motociclette. Tale motore era un'evoluzione del bicilindrico 2T concepito da Vassena, pochi anni prima, per equipaggiare la "Volpe", una miniauto progettata da Gioachino Colombo e disegnata da Flaminio Bertoni, che all'insaputa dei progettisti si rivelò lo specchietto per allodole di una delle più celebri truffe del secondo dopoguerra.
Nei primi anni cinquanta progettò l'avveniristico Automotoscooter e il Monofaro per la Carniti di Oggiono, cui Vassena aveva ceduto i propri brevetti per motori nautici. Tra questi, il microfuoribordo Elios del 1946, disponibile in una custodia di violino, che determinarono il successo della piccola azienda lecchese, su panorama.it.
Si spense lasciando incompiuto lo sviluppo e la realizzazione di un suo progetto per un motore alimentato a idrogeno.

## Invenzioni e brevetti
Le realizzazioni di Vassena che ottennero i migliori risultati commerciali furono in campo motoristico, a partire dal Bicimotore Faini del 1923, pensato per gli ecclesiastici, poi sviluppato in alcuni modelli di motoleggera, sempre con telaio aperto superiormente, prodotti con marchio "Vassena". Durante tutta la sua carriera, Vassena realizzò comunque molti progetti, tra i quali i più importanti sono:
- 1919-1923 macchina per la costruzione di raggi di bicicletta in serie e bicimotore 100cc[1]
- 1923-1951 motori fuoribordo 2 e 4 cilindri
- 1925 motoleggera Vassena n.29
- 1932 Ski Vass sci galleggianti per camminare sull'acqua
- 1939 Autargas Vassena montato su Isotta Fraschini
- 1940 gasogeno Vassena per automazione[2]
- 1942 torpedo a snorkel "Delfino" presso la ditta Antonio Badoni di Lecco
- 1944-45 progettazione di una batisfera per ricerche oceaniche
- 1946 motore bicilindrico per motociclette (poi motore Rumi)
- 1947 microcar Volpe Alca
- 1946-1948 batiscafo C.3 Vassena
- 1949 eliche a cavitazione galvanica
- 1949 brevetto di candela monoelettrodo ceduto alla MV
- 1950 sveglia in plexiglas
- 1950 cambio per biciclette
- 1950 motore moto Rumi 125
- 1953 prototipo di moto Carniti "Bersagliera" 200cc e monofaro 150cc
- 1954 prototipo K2 175cc per R.S.T.
- 1955 cyclette per velodromo ad inseguimento
- 1955 adattamento all'impiego nautico del motore della Fiat 500 su commissione FIAT e realizzazione di piede poppiero (partecipò al raid Pavia Venezia)
- 1956 razzi e bengala multi stadio
- 1957 polverizzatore URANO
- 1958 "Grillo Volante"
- 1959 brevetto per bloccare le lame del trinciapollo
- 1960 SnowKart
- 1960 mini bike 150cc e mini snowbike 150cc
- 1963 motore rotativo ad idrogeno

## Riconoscimenti
Nel 1940 fu insignito della laurea honoris causa in Ingegneria dal Politecnico di Milano.